# Організації з маркетингу дестинацій
Організації з маркетингу дестинацій (ОМД; англ. Destination Marketing Organization, DMO) – це компанії, що професійно займаються рекламою туристичної дестинації та презентують її як комплексну структуру світового ринку туризму з метою збільшення потоку відвідувачів та залучення інвестицій у розвиток регіону.

## Співпраця та фінансування
Компанії з маркетингу дестинацій - це незалежні некомерційні організації, що фінансуються з податків та членських внесків і займаються виконанням довгострокової маркетингової програми розвитку туризму в регіоні.
ОМД завжди працюють в тісному контакті з готелями, хостелами, ресторанами, кафе, музеями, закладами розваг, транспортними компаніями, екскурсійними бюро, інформаційними центрами, сувенірними магазинами, турагенціями, конференц-центрами, тощо. На сайтах організацій розміщують дані про власне дестинацію, а також про туристську інфраструктуру регіону (короткий опис та посилання на сайти партнерів).

## Діяльність
Локальні офіси компаній поширюють інформацію за допомогою рекламних буклетів та листівок. Деякі компанії, окрім рекламної продукції, можуть надавати ряд додаткових послуг, таких як: екскурсійне забезпечення, оренда транспортних засобів, організація та проведення ділових зустрічей, конференцій, виставок, продаж сувенірної продукції тощо. Крім того, ОМД можуть проводити прес-тури для журналістів та рекламно-ознайомчі подорожі для працівників туристичної галузі регіону.
Офіси ОМД зосереджують увагу не лише на просуванні туристичного продукту, а й на створенні іміджу регіону — займаються бренд-маркетингом.

## Цілі та завдання
Маркетингова діяльність компаній ОМД часто працює не лише на національному, а й на глобальному рівнях, а невеличкі міста можуть розглядатися не лише в контексті певної держави, а й як окремі незалежні одиниці на туристському ринку світу. Цьому сприяє виконання ряду цілей та завдань:
- інформування суспільства про дестинацію як таку;
- надання інформації про заклади харчування, розміщення, розваг, транспортне сполучення, а також про музеї, пам'ятки історії та архітектури, мистецтва, культури, тощо;
- забезпечення об’єктивної повної інформації про послуги та призначення об’єктів;
- розвиток національного туристичного сектору;
- управління подорожами по дестинації;
- розробка та апробація туристських програм;
- стимулювання економічного зростання регіону;
- допомога в плануванні подорожі та заохоченні туристів до відвідування місцевих пам'яток;
- формування туристського зовнішнього бізнес-середовища.

## Світові організації з маркетингу дестинацій
В багатьох країнах ОМД представлені на державну рівні. Для прикладу:
- The German Convention Bureau (GCB) – Німеччина;
- The VR Convention Bureau (VR CB) – Італія;
- Scandinavia & Nordic – об’єднує Швецію, Норвегію, Данію, Фінляндію та Ісландію;
- The United States convention and visitor bureaus (CVBs) – США;
- The Association of Australian Convention Bureaux (AACB) – Австралія;

Глобальним координаційним органом ОМД є Destination Marketing Association International (DMAI). Це міжнародна асоціація компаній з маркетингу дестинацій, що має 658 представництв у 25 країнах світу. Асоціація має свої ресурсні центри, заклади з підвищення кваліфікації та власні акредитаційні програми. Офіційний інтернет-портал подорожей DMAI — http://officialtravelguide.com.